# Anton Galeazzo Bentivoglio
Anton Galeazzo Bentivoglio auch Antongaleazzo I. Bentivoglio oder Antonio Bentivoglio (* um 1390; † 23. Dezember 1435 in Bologna) war ein italienischer Adeliger, Condottiere und für kurze Zeit Herr von Bologna.

## Herkunft
Anton Galeazzo I. stammte aus der Familie Bentivoglio, die sich der Tradition nach von Enzio von Hohenstaufen, König von Sardinien (1239–1249/72), einem außerehelichen Sohn von Kaiser Friedrich II. von Hohenstaufen ableitet, der während seiner dreiundzwanzigjährigen „ritterlichen“ Gefangenschaft in dem nach ihm benannten „Palazzo di Re Enzo“ in Bologna eine Beziehung zu einem Mädchen aus Bologna unterhielt, aus der der Stammvater des Hauses Bentivoglio entsprungen sein soll. Den Namen soll er von den Worten haben, mit denen König Enzio seine Geliebte zu begrüßen pflegte: „amor mio, ben ti voglio“ (Meine Liebe, ich habe Dich gerne).
Die Familie stammt jedoch vermutlich aus dem gleichnamigen Ort Bentivoglio in der Provinz Bologna, dessen Kastell die Familie auch später noch als ihren bevorzugten Wohnort außerhalb von Bologna benützte. Die Familie zählte zum Patriziat der Stadt Bologna, besaß Häuser in der Stadt und auch Ländereien in der Umgebung. Viele ihrer Angehörigen waren Mitglieder der Zunft der Notare, die als adelig galten.
Der Vater von Anton Galeazzo I. war Giovanni I. Bentivoglio (* ca. 1358, † 26. Juni 1402 in Bologna), Patrizier von Bologna, dem es nach einem Umsturz der Regierung gelang, sich für kurze Zeit – vom 14. März 1401 bis zum 28. Juni 1402 – zum Herren von Bologna zu machen. Er verwirkte jedoch seine Herrschaft, durch einen Wechsel der außenpolitischen Allianz von Mailand zu Florenz, die zu einer militärischen Niederlage und in der Folge zu einem Aufstand in Bologna führte, die seine inneren Feinde dazu benützten, ihn zu stürzen und zu ermorden.

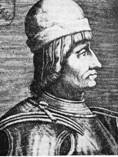
Giovanni I. Bentivoglio

Bezüglich der Mutter von Anton Galeazzo steht nicht fest, ob er ein Sohn aus der ersten Ehe seines Vaters mit Elisabetta di Castel San Pietro oder aus dessen zweiter Ehe mit Margherita Guidotti stammt.

## Leben

### Tod des Vaters und Ende der Republik
Der Tod seines Vaters im Jahre 1402 bedeutete nicht nur das vorübergehende Ende der Herrschaft des Hauses Bentivoglio über Bologna, und damit den Verlust der Möglichkeit für Anton Galeazzo auf diesen als Herr von Bologna nachfolgen zu können, sondern auch das – gleichfalls vorübergehende – Ende der freien Republik Bologna, die seit 1376 nur ein knappes Vierteljahrhundert gedauert hatte. Bologna kehrte mit dem Sturz von Giovanni I. Bentivoglio nach einem einjährigen Intervall unter der Dominanz der Visconti wieder unter die direkte Kontrolle des Papstes zurück.
Anton Galeazzo erlebte als Siebzehnjähriger das schmähliche Ende seines Vaters, war selbst bedroht, fand jedoch Aufnahme und Schutz bei der bolgneser Patrizierfamilie Malvezzi die ihn in der Burg Welfenstein (Castel Guelfo) in der Provinz Bozen (Bolzano) auf österreichischem Gebiet in Sicherheit brachte.
Die Herrschaft seines Vaters, sein heroischer Kampf und seine Ermordung durch persönliche Gegner in Bologna verklärten später dessen Bild in der Bevölkerung, indem er nicht mehr als Tyrann, sondern als Vorkämpfer städtischer Freiheit gegen die päpstliche Fremdherrschaft angesehen wurde. Dies kam Anton Galeazzo nach seiner Rückkehr zugute, da mit den Jahren sein Ansehen und sein politischer Einfluss in Bologna wuchsen.

### Bologna als päpstliche Residenzstadt
Durch eine bemerkenswerte Wende verwandelte sich Bologna nach dem Sturz von Giovanni I. Bentivoglio aus einem Zentrum bürgerlicher Freiheit und des Aufstandes gegen das Kirchenregiment in ein Zentrum päpstlicher Macht.
Ursache dafür war nicht zuletzt ein Student namens Baldassare Cossa, der Sohn des Grafen von Troia (im Königreich Neapel), der an der berühmten Juristenfakultät in Bologna studierte. Er wandte sich anschließend dem Kriegsdienst zu, entschloss sich aber später zu einer kirchlichen Karriere. Er wurde 1402 als Laie zum Kardinal erhoben und – kehrte nach der Ermordung von Giovanni I. Bentivoglio – des Vaters von Anton Galeazzo – 1402 in sein geliebtes Bologna als päpstlicher Vikar zurück, wo er mit Geschick die bürgerlichen Freiheiten beschränkte und die Stadt wieder der direkten Regierung durch die Kirche unterwarf. Auf Betreiben von Kardinal Cossa wurde am Konzil von Pisa neben dem römischen Papst und dem von Avignon ein dritter Papst, Alexander V. (Pietro Philargi von Candia) (1409–1410) gewählt. Dieser residierte als Gegenpapst hauptsächlich in Bologna und verstarb am 3. Mai 1410 im Kloster S. Maria dei Crociferi bei Bologna.
Als sein Nachfolger wurde 1410 niemand anderer als der päpstliche Vikar von Bologna, Kardinal Baldassare Cossa gewählt, der daraufhin am 24. Mai 1410 die Priesterweihe empfing, am nächsten Tag zum Bischof geweiht und zum Papst gekrönt wurde. Er nahm den Namen Johannes XXIII. an und wählte als seine vorläufige Residenz die Stadt Bologna. Dies nicht zuletzt, da die traditionellen Residenzstädte der Päpste – Rom und Avignon – durch andere Päpste besetzt waren. In Rom residierte damals Gregor XII. (Angelo Correr) als Papst (1406–1415) und in Avignon Benedikt XIII. (Pedro Martinez de Luna y Gotor) als Gegenpapst (1394–1423).
Für die turbulenten und freiheitsbedürftigen Bürger von Bologna war dies vielleicht zu viel an päpstlicher Herrschaft, da es im Jahr 1411 dort zu einem Volksaufstand gegen das kirchliche Regiment kam. Die Revolte wurde jedoch vom Patriziat der Stadt – unter der überraschenden Mitwirkung von Anton Galeazzo Bentivoglio – niedergeworfen.
Auch hier gab es somit eine Wende, da sich der Sohn des Rebellen gegen das Kirchenregiment in eine Stütze ebendieses Systems verwandelte. Dabei dürfte der Beitrag von Anton Galeazzo sogar entscheidend gewesen sein, da ihm Papst Johannes XXIII. am 16. November 1412 die sehr erheblichen Einkünfte aus der jährlichen Steuer übertrug, die die jüdische Gemeinde jährlich an den Stadtherren abzuliefern hatte und auch die Abgaben, die von anderen Händlern für ihre Geschäfte in Bologna zu bezahlen waren.
Inzwischen setzte Antongaleazzo seine juristische Ausbildung an der Universität Bologna fort, die er am 3. April 1414 abschloss.
Seine Aufmerksamkeit war damals jedoch nicht ausschließlich den Studien gewidmet, sondern galt auch einer jungen Dame, die seine Geliebte war. Da diese nicht nur ihm, sondern auch seinem besten Freund, Gaspare Malvezzi nahestand, kam es, als diese 1413 einen Sohn gebar zum Streit über die Vaterschaft. Um unter Freunden die Sache auszumachen, beschlossen sie, um das Kind zu würfeln. Anton Galeazzo gewann und betrachtete seitdem den Knaben, den er Annibale nach Hannibal – dem karthagischen Feldherren und Kämpfer gegen die römische Vorherrschaft – nannte, als seinen Sohn und Erben.

### Beziehung zum Gegenpapst Johannes XXIII.

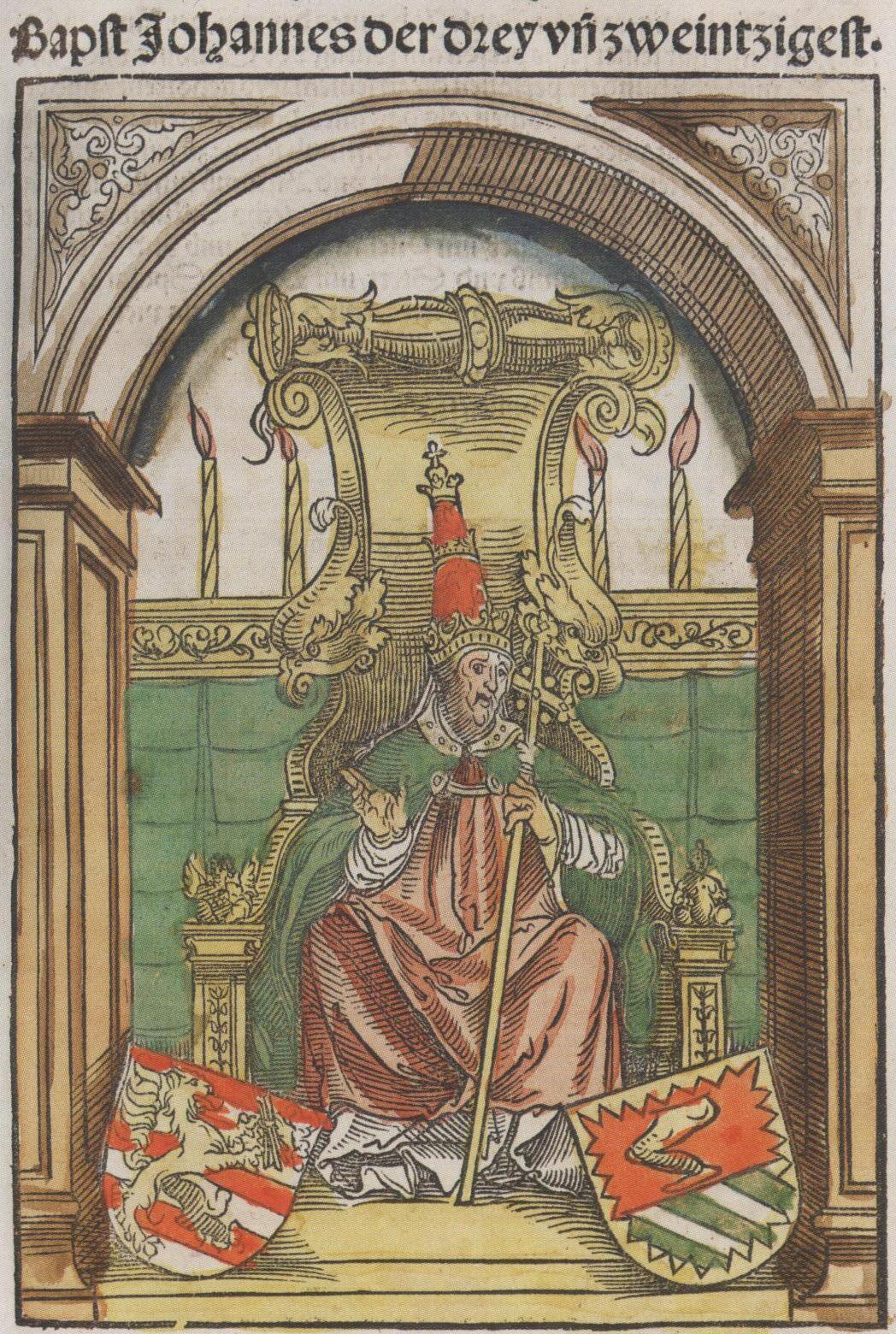
Johannes XXIII. (Gegenpapst) in der zeitgenössischen Konstanzer Konzilschronik von Ulrich Richental.

Um die schlimme Lage der Kirche – gleichzeitig drei Päpste – zu klären, veranlasste König Sigismund (* 1368, † 1437) (Gegen-)Papst Johannes XXIII., das Konzil von Konstanz (1414–1418) einzuberufen. Dort waren heikle Rechtsfragen – insbesondere über die jeweilige Legitimation der drei Päpste – zu klären. Johannes XXIII. benötigte daher die besten Juristen, um sich dort selbst behaupten zu können. Anton Galeazzo war mit dem neu gewählten Papst aus dessen Zeit in Bologna bestens bekannt und wurde als Jurist geschätzt, wurde daher mit Battista Canetoli als einer der Rechtsgelehrten ausgewählt, die Johannes XXIII. 1414 auf dem Weg zum Konzil von Konstanz begleiteten. Unterwegs stürzte der Wagen des Papstes am Arlbergpass um, was als böses Omen gedeutet wurde. In der Chronik des Ulrich von Richental findet sich eine Darstellung des Zwischenfalles, wobei auch einige seiner Begleiter dargestellt sind. Möglicherweise wurde dabei auch Anton Galeazzo abgebildet.

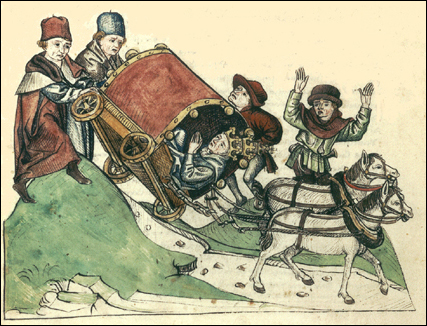
Sturz Johannes’ XXIII. auf der Fahrt zum Konstanzer Konzil (Richental-Chronik)

Trotz tatkräftiger juristischer Unterstützung durch Anton Galeazzo gelang es Johannes XXIII. am Konzil von Konstanz nicht, die Absetzung seiner Konkurrenten – Papst Gregor XII. und den Gegenpapst Benedikt XIII. – zu erreichen.
Da zur Bereinigung eine weitere Papstwahl vorgesehen war, floh er, um sein Amt zu behalten, heimlich als Knappe verkleidet nach Schaffhausen, wurde jedoch am 29. April 1415 in Freiburg im Breisgau gefangen und vom Reichsvikar Ludwig III. Kurfürst von der Pfalz in Haft genommen und Ende Mai vom Konzil für abgesetzt erklärt.

### Rückkehr der Republik
Auf diese Nachricht hin erinnerte sich Anton Galeazzo Bentivoglio an die freiheitlichen Ideen und kehrte gemeinsam mit Battista Canetoli eilig nach Bologna zurück, um dort – unterstützt von seinen Verwandten, wie den Malvezzi – am 3. März 1416 neuerlich eine freie Republik auszurufen. Der vom gestürzten Gegenpapst Johannes XXIII. eingesetzte Vikar von Bologna wurde aus dem Palazzo Commune verjagt, im Palazzo Bentivoglio eingesperrt und anschließend aus der Stadt eskortiert. Für vier Jahre war Bologna wieder eine freie Bürgerrepublik.
Wegen seiner führenden Rolle bei der Wiedererrichtung der Republik wurde Anton Galeazzo wurde am 3. März 1416 nicht nur zum Mitglied der Stadtregierung, der „Sechzehn“, sondern zum Haupt der Regierung der Reformatoren gewählt.
Dieser neuerliche Abfall vom Kirchenregiment blieb naturgemäß nicht ohne Folgen, da bald darauf eine päpstliche Armee unter dem Kommando des Condottiere Andrea Fortebracci, genannt Braccio da Montone (* 1368; † 1424) nach Bologna entsandt wurde, um das päpstliche Regiment wiederherzustellen.
Angesichts der drohenden Belagerung entschloss sich die Stadt, zu verhandeln. Anton Galeazzo wurde mit einer fünfköpfigen Delegation ausgesandt, um mit dem Kommandanten des päpstlichen Heeres zu verhandeln.
Wesentlich war, dass Anton Galeazzo mit Braccio da Montone persönlich befreundet war, es gelang ihm daher, in den Verhandlungen zu erreichen, dass das republikanische Stadtregiment nicht beseitigt, sondern toleriert wurde. Dies wohl unter formeller Anerkennung der päpstlichen Souveränität.

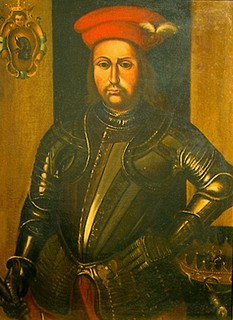
Braccio da Montone

Beruflich wirkte Anton Galeazzo in den Jahren 1418 bis 1420 als Professor der Rechtswissenschaften an der Universität Bologna und hielt dort, wie Eintragungen im „Liber Secretus Juris Civilis“ zu entnehmen ist, Vorlesungen über Bürgerliches Recht. Im Jahr 1420wurde er zum „Priore del Colegio dei Giuristi“ (Etwa: Dekan der Juristenfakultät) gewählt.

### Herr von Bologna
Anton Galeazzo beschränkte sich jedoch nicht auf seine akademische Laufbahn, sondern war bemüht, seinen Einfluss in der Stadtregierung ständig zu erweitern. Er stützte sich dabei insbesondere auf seinen Kollegen, Battista Canetoli. Im Jahre 1420 kam es jedoch zu Meinungsverschiedenheiten zwischen den beiden, die in eine offene Rivalität ausarteten.
Anton Galeazzo beschloss daher, dem Vorbild seines Vaters zu folgen und die Alleinherrschaft in Bologna zu erringen. Er sammelte daher seine Freunde und Klienten um sich, verstärkte sich durch zurückberufene Exilanten und erstürmte mit Bewaffneten den Regierungssitz, den Palazzo Commune. Canetoli eilte daraufhin mit seinen Bewaffneten auf den Hauptplatz und versuchte mit dem Ruf „Viva el populo e li arti“ (Es lebe das Volk und die Zünfte) die Bevölkerung zur Vertreibung des Anton Galeazzo aus dem Palazzo Commune zu veranlassen. Es kam zu einem blutigen Handgemenge, in dem jedoch Anton Galeazzo und seine Freunde siegreich blieben. Dies nicht zuletzt, da ihn seine Schwester, Giovanna Bentivoglio, die Ehefrau von Gaspare Malvezzi, aktiv unterstützte, indem sie ihre Leute persönlich bewaffnete und in den Kampf schickte, um ihrem Bruder zu helfen. Dies trug ihr einen Ehrenplatz in der Darstellung berühmter Frauen des Sabadino degli Arienti ein, der selbst einer ihrer Kämpfer war.
Damit hatte Anton Galeazzo sein Ziel erreicht: er war wie sein Vater alleiniger Herr von Bologna. Er nützte diese Machtposition, um seine Gegner – insbesondere die Canetoli aus der Stadt zu verbannen.

### Verzicht auf Bologna
Seine Herrschaft sollte jedoch nur von kurzer Dauer sein. Das Papsttum hatte sich inzwischen auf dem Konzil von Konstanz aus dem dreifachen Schisma durch die 1417 erfolgte Wahl von Oddo Colonna aus dem Haus Genazzano zum Papst Martin V. (1417–1431) gelöst. Dieser war energisch und entschlossen, die Herrschaftsrechte der Kirche durchzusetzen und damit auch Bologna neuerlich unmittelbar der Kontrolle des Heiligen Stuhles zu unterstellen. Als er von der Machtergreifung Anton Galeazzos erfuhr, sandte er eine Gesandtschaft nach Bologna die verlangte, die Regierung direkt dem Papst zu unterstellen oder Interdikt und Belagerung zu riskieren.
Anton Galeazzo, der neue Signore von Bologna, kannte die Wankelmütigkeit seiner Mitbürger und wusste daher, dass sie ihn angesichts der bestehenden Drohung im Stich lassen würden, beschloss daher zu verhandeln.
Dank der Vermittlung seines Freundes Braccio da Montone konnte ein Kompromiss erreicht werden. Er verzichtete auf die Herrschaft in Bologna erhielt dafür Castel Bolognese in der Provinz Ravenna zwischen Imola und Faenza als päpstliches Lehen. Noch im Sommer 1420 zog er sich mit seiner Familie in die dortige Burg zurück, die von der Stadt Bologna ab 1389 als militärischer Vorposten gegen das feindliche Faenza durch Antonio di Vinzenzo erbaut worden war. (1501 zerstört durch Cesare Borgia, später wieder aufgebaut, heute weitgehend verfallen).
Nach seinem Auszug aus Bologna übernahm wieder ein päpstlicher Legat die Regierung während die vertriebenen Gegner der Bentivoglio, wie etwa die Patrizierfamilie der Canetoli in die Stadt zurückkehrten.
Diese Lösung erwies sich jedoch nicht als dauerhaft. Anton Galeazzo machte Castel Bolognese zum Sammelpunkt aller, die mit dem päpstlichen Regime nicht zufrieden waren und eine Rückkehr zur freien Bürgerrepublik anstrebten und bot denen Schutz und Unterkunft, die aus Bologna verbannt waren. Nach drei Jahren kam es daher zu einer offenen Konfrontation zwischen Anton Galeazzo und dem päpstlichen Legaten.

### 25 Jahre Exil in Florenz
Beim Versuch, seinen Herrschaftsbereich um Imola zu erweitern, das von der Familie Alidosi beherrscht wurde, kam es zu einem Gefecht mit päpstlichen Truppen, in dem Anton Galeazzo unterlag. Seine Position war dadurch so geschwächt, dass er gezwungen wurde, den Herrschaftsbereich von Bologna zu verlassen und ins Exil zu gehen. Er trat daher 1423 Castel Bolognese gegen eine hohe Geldsumme ab und ging nach Florenz, mit dem schon sein Vater als Herr von Bologna verbündet war.
Bereits im Frühjahr 1423 hatte ihn Rinaldo degli Albizzi als Emissär der Republik Florenz besucht, und ihm Schutz und Hilfe, sowie Vermittlung bei der Versöhnung mit dem Papst angeboten. Dies war nicht ganz selbstlos, da Florenz sich den Expansionsbestrebungen des Herzogtums Mailand ausgesetzt sah, daher Interesse daran hatte, dass Bologna nicht in die Hände der Visconti fiel. Eine mit der Kirche ausgesöhnte Herrschaft Bentivoglios erschien daher geradezu als Sicherheitsgarantie für Florenz.
Anton Galeazzo zog daher nach Florenz betätigte sich dort – ebenso wie sein jüngerer Bruder Ercole I. Bentivoglio und später sein Sohn Annibale – als Kondottiere und sammelte dabei Erfahrungen, die ihm bei einem späteren Versuch der Rückkehr nach Bologna nützlich sein konnten. In Florenz erfreute er sich allgemeiner Beliebtheit, wobei es ihm gelang, freundschaftliche Beziehungen zu Cosimo de’ Medici, genannt il Vecchio (der Alte) zu entwickeln. Dies zeigt ein Brief, den er am 5. September 1434 an Cosimo schrieb, der sich damals – auf Veranlassung der Albizzi, die inzwischen in Florenz die Macht übernommen hatten – gleichfalls im Exil – und zwar in Venedig – befand. Kurz darauf kehrte Cosimo aus der Verbannung nach Florenz zurück und begann – nach Klärung der Inneren Situation (Verbannung der Albizzi) – sich für die Rückkehr Bentivoglios nach Bologna einzusetzen.

### Heimkehr nach Bologna
In Bologna hatte sich inzwischen das Blatt gewendet: Die Familie der Canetoli hatten ihrerseits die päpstliche Verwaltung vertrieben und sich selbst zu den Herren von Bologna gemacht.
Dies öffnete Anton Galeazzo eine Chance, nach Bologna zurückzukehren. Etwas überraschend dabei war, dass er nicht als Vorkämpfer eines freien Stadtregimentes, sondern als Beauftragter des Papstes tat. Zu Beginn des Jahres 1435 stand Anton Galeazzo daher mit einer kleinen Truppe vor den Toren Bolognas und versuchte – im Auftrag von Eugen IV. (Gabriele Condulmer) Papst (1431–1447) – sich Eintritt in die Stadt zu verschaffen, um die päpstliche Kontrolle über die Stadt wiederherzustellen. Dieser Versuch blieb jedoch erfolglos.
Ein zweiter Versuch, diesmal mit voller Unterstützung durch Cosimo Medici und durch Papst Eugen IV. war hingegen erfolgreich. Nach fünfzehn Jahren im Exil konnte Antongaleazzo am 4. Dezember 1535 mit großem Gefolge in die Stadt einreiten und im Palais seiner Familie in der Strá San Donato Quartier nehmen. Die Bevölkerung begrüßte ihn enthusiastisch, machte im verlassenen Palazzo Bentivoglio in der Strada San Donato einige Zimmer bewohnbar, stellte ein Bett hinein, versorgte ihn mit Nahrungsmitteln und umlagerte sein Haus um ihn persönlich zu sehen.

### Ermordung
Dieser späte Triumph sollte jedoch nicht von langer Dauer sein.
Die große Popularität erweckte das Misstrauen des päpstlichen Legaten, Kardinal Daniele da Treviso, der über die Sympathie besorgt war, die diesem die Bevölkerung von Bologna zeigte und fürchtete, er könnte sich an die Spitze einer weiteren Revolte gegen die päpstliche Macht stellen. Er stellte ihm daher eine Falle.
Am 23. Dezember nahm Anton Galeazzo in Gesellschaft des Kardinals an der Messe im Palazzo Commune teil, wechselte im Anschluss daran einige freundliche Worte mit ihm und verabschiedete sich dann.
Als er die Stiegen zum Innenhof hinunterging stürzten plötzlich Soldaten hervor, warfen ihn und seine Begleiter nieder und enthaupteten sie auf der Stelle.
Der Chronist Fileno dalla Tuata fasste seinen Nachruf auf Anton Galeazzo wohl treffend zusammen: „parea alli preti che fosse troppo amato“ (Etwa: Die Priester meinten wohl, er würde zu sehr geliebt).

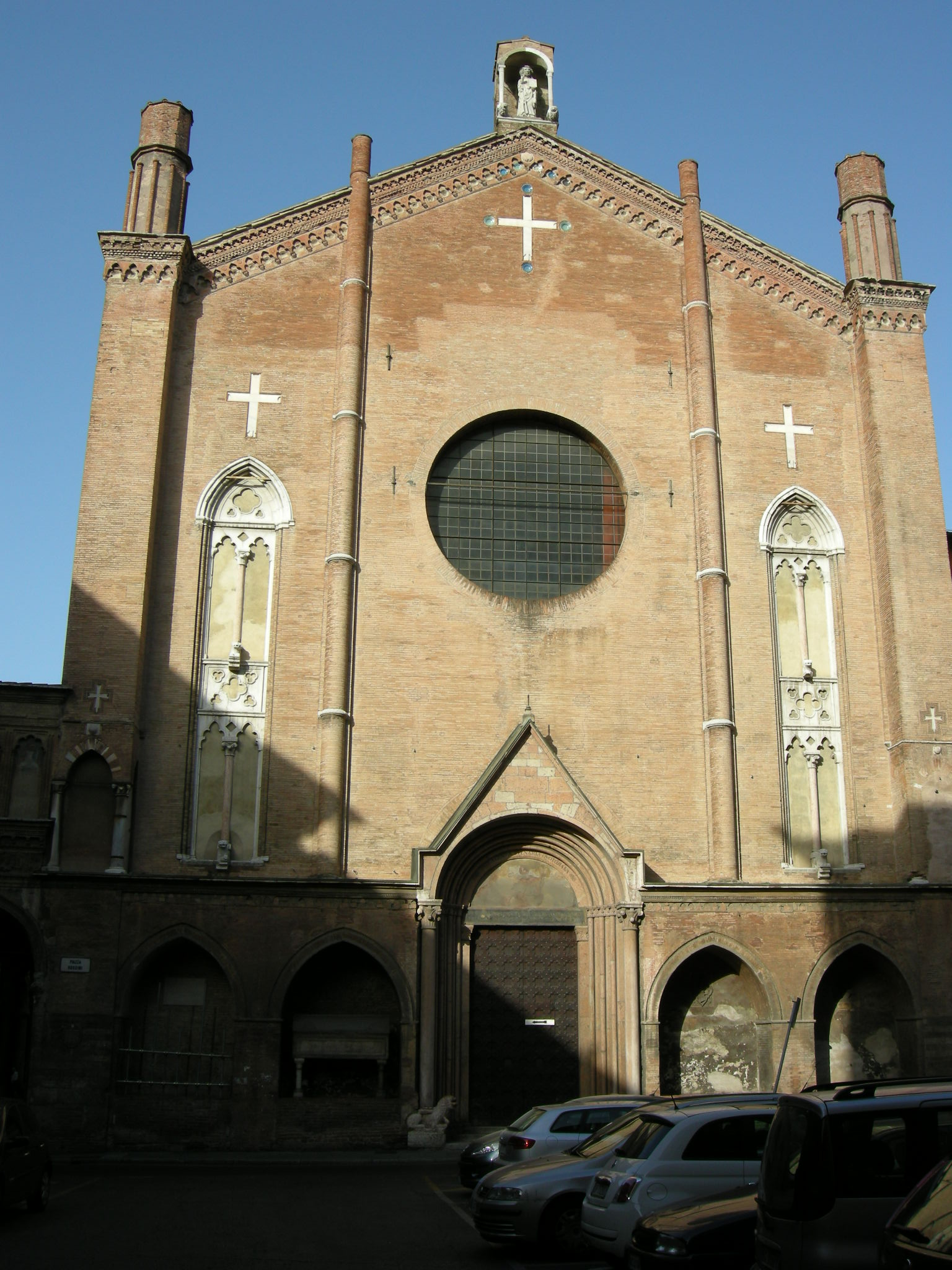
San Giacomo Maggiore

Sein Grab befindet sich an der Außenseite der zwischen 1463 und 1468 vom Architekten Pagno di Lapo Portigiani da Fiesole errichteten Capella Bentivoglio (Bentivogliokapelle) in der Kirche San Giacomo Maggiore in Bologna. Es ist ein hervorragendes Beispiel der Kunst des Bildhauers Jacopo della Quercia aus dem Jahre 1438, wurde jedoch ursprünglich für eine andere Juristenfamilie errichtet und erst von Annibale Bentivoglio erworben und für seinen Vater umgewidmet.

## Ehen und Nachkommen
Anton Galeazzo Bentivoglio war mit Francesca Gozzadini verheiratet
Kinder:
Außerehelich:
- Annibale Bentivoglio († 1445) ⚭ Donnina Visconti cl. 1441

Ehelich ?
- Isabella Bentivoglio ⚭ Romeo Pepoli
- Costanza Bentivoglio († 1483) ⚭ Gerardo Bevilacqua cl. 1450